# 葉惠清
葉惠清（1868年—1928年），臺灣彰化縣東螺西堡舊眉庄（今彰化縣溪州鄉舊眉村）人，祖籍福建泉州府永春，臺灣日治時期地方政府官員，第一任溪州庄庄長。

## 生平
葉惠清同治七年（1868年）出生，父葉虎、母陳聚:303。幼習漢學，曾在私塾教書:303。日軍抵達溪州時，葉惠清與之比手畫腳，成為村民與日人之間的溝通橋樑:303。1898年任北斗辦務署東螺西堡、東螺東堡第四區庄長，兩年後被指派擔任北斗辦務署舊眉區區長:303。1907年5月，其與北斗仕紳陳章琪奉廳長之命赴東京參觀博覽會，啟程前之19日於北斗支廳舉辦送別會，有一百多位官紳出席，次日啟程時公學校樂隊奏樂送別。1910年行政區劃調整，改任臺中廳舊眉區區長:303。此外他也對公共事務頗為熱心，努力學習日語，每晚皆參加當地之「國語研究會」，並在區長役場事務室懸掛黑板，以勉勵自己努力學習。
1920年舊眉區與下壩區合併，新設溪州庄，任第一任庄長，在任期間主導建設莿仔埤圳:303。該圳開鑿自乾隆年間，但功能有限，且僅限於上游。1901年公共埤圳規則頒布，將該圳納入政府管理，計畫將該圳連通至各鄉鎮，然開圳初期即遭民眾大力反對。葉惠清號召壯丁在開圳工事現場守備，並於夜間點燃火把施工，避免與反對群眾產生衝突。開圳完畢後，使南彰化平原獲得灌溉，得以種植稻米圳:303-304。
1919年起，其主導濁水溪堤防之修築。修築前因並無堤防阻擋濁水溪之水，每逢大雨，溪水便氾濫，居民不得不四處搬遷。1923年堤防竣工後，居民才得以安頓家園:304。1928年，葉惠清過世:303。
1952年11月，溪州鄉鄉民向北斗水利委員會（今彰化農田水利會）請願，希望替其樹立銅像，但最後不了了之:304。

## 住宅
葉惠清在全盛時期建有葉家宅第「如心堂」，位於舊眉。其名稱來源於《周禮》、《論語》。如、心二字結合在一起便為「恕」，有推己及人、將心比心之意。該宅為一中西合璧之三合院，以紅白相間的帶狀滾繞牆壁當作裝飾手法:304。

## 家庭
妻謝罔克，育有5子4女。長子葉啟庚、次子葉啟明、三子葉啟仁、四子葉啟宇、五子葉啟模、長女葉絨、次女葉瑜、三女葉淑、四女葉洗水，其中葉啟仁曾當過溪州鄉鄉長:304。